# Cabeza de un hombre barbado
Cabeza de un hombre barbado es una obra barroca del pintor flamenco Peter Paul Rubens, la cual se encuentra en el Museo Soumaya de la Ciudad de México.

## Sobre el autor
Rubens era un artista polifacético; además de pintor era arquitecto, coleccionista, numismático, experto en historia del arte y diplomático. Tenía hábitos muy característicos, se levantaba a las cuatro de la mañana y realizaba diversas actividades; mientras pintaba también escribía cartas, conversaba o leía. Su obra es inmensa, tiene alrededor de dos mil pinturas de su autoría, en las que también colaboraron otros pintores de su taller.

## Obra
Esta obra, la cual es un estudio, fue atribuida a Rubens por Max Friedländer, Valentiner Held y Jaffé. Estos autores señalan que fue pintada entre 1617 y 1618, lo cual indica que se llevó a cabo en la casa-estudio de la calle Wapper, Amberes. En esta época y lugar Anton Van Dyck solía asistir a este estudio para asimilar los secretos y técnica de Rubens.